# Kirche Pillkallen
Bei der (Stadt-)Kirche in Pillkallen (der Ort hieß zwischen 1938 und 1946 „Schloßberg“) handelte es sich um eine Mitte des 18. Jahrhunderts errichtetes Bauwerk. Bis 1945 war sie evangelisches Gotteshaus für die Bevölkerung im Kirchspiel des heute Dobrowolsk genannten einst ostpreußischen Ortes in der heute russischen Oblast Kaliningrad (Gebiet Königsberg (Preußen)).
Die Kirche gibt es heute nicht mehr.

## Geographische Lage
Das heutige Dobrowolsk – bis 1945 Hauptstadt des Kreises Pillkallen – liegt im Osten der Oblast Kaliningrad an den drei Regionalstraßen, die den Ort mit Krasnosnamensk (Lasdehnen, 1938 bis 1946 Haselberg) bzw. Gussew (Gumbinnen) (R 508/27A-027), mit der einstigen Ortsstelle Kutusowo (Schirwindt) an der Grenze nach Litauen (R 509/27A-013) sowie mit Nesterow (Stallupönen, 1938 bis 1946 Ebenrode) (R 510/27A-012) verbinden. Die Bahnstrecke Sowetsk–Nesterow, an der der Ort liegt, wird seit den ersten Nachkriegsjahren nicht mehr betrieben, ebenso wenig die Linien der Pillkaller Kleinbahn.
Der einstige Standort der Pillkaller Kirche befindet sich in der Ortsmitte auf dem Marktplatz an der Stelle, an der sich heute ein russisches Denkmal befindet.

## Kirchengebäude
Ein erstes Kirchengebäude gab es in Pillkallen wohl schon 1559. Aus dem Jahr stammte ein bis 1945 noch erhaltener Beichtstuhl mit Vergitterung, der als der früheste erhaltene protestantische Beichtstuhl Ostpreußens galt. Er war eine Arbeit von Abraham Döring. Diese erste schlichte Fachwerkkirche wurde 1644 beim Durchzug von Schweden und Polen niedergebrannt, jedoch bis 1650 wieder aufgebaut. An dieser Kirche traten in der Folgezeit immer mehr Bauschäden auf, so dass ein Abriss unumgänglich war.
In den Jahren 1756 bis 1758 entstand als Nachfolgebau ein verputzter Feldsteinbau mit Sakristei im Osten und einem Halbkreisfenster im Ostgiebel im oberen Chorraum. Erst im Jahre 1910 erfolgte die Errichtung des eingesetzten Turms mit einem spitzen Dach.
Der Kircheninnenraum war dreischiffig, nur das Mittelschiff war gewölbt. An der Süd-, West- und Nordseite waren Emporen eingezogen. Zur Innenausstattung gehörten wertvolle Holzschnitzereien, die noch aus der Vorgängerkirche stammten. Der Altar von 1649 und die Kanzel aus dem 17. Jahrhundert wurden nach 1758 zum Kanzelaltar vereinigt. Die Taufkammer und ein (zweiter) Beichtstuhl entstanden um 1650. Unter den Altargeräten befanden sich vorwiegend Stücke aus dem 17. und 18. Jahrhundert.
Beim Umbau der Kirche anlässlich der Errichtung des Turms wurde 1910 eine Orgel erworben. Eine der Glocken, die 1706 von Jacob Hessing in Königsberg (Preußen) gegossen worden war, konnte den Zweiten Weltkrieg auf dem Hamburger Glockenfriedhof überleben. Sie trägt die Inschrift Gloria in excelsis deo - Ehre sei Gott in der Höhe und läutet jetzt in der Martin-Luther-Kirche in Bad Orb im Spessart. Dort erklingt sie zusammen mit einer Glocke gleicher Entstehungszeit, die aus der Kirche in Reichenstein (heute polnisch: Złoty Stok) in Schlesien stammt.

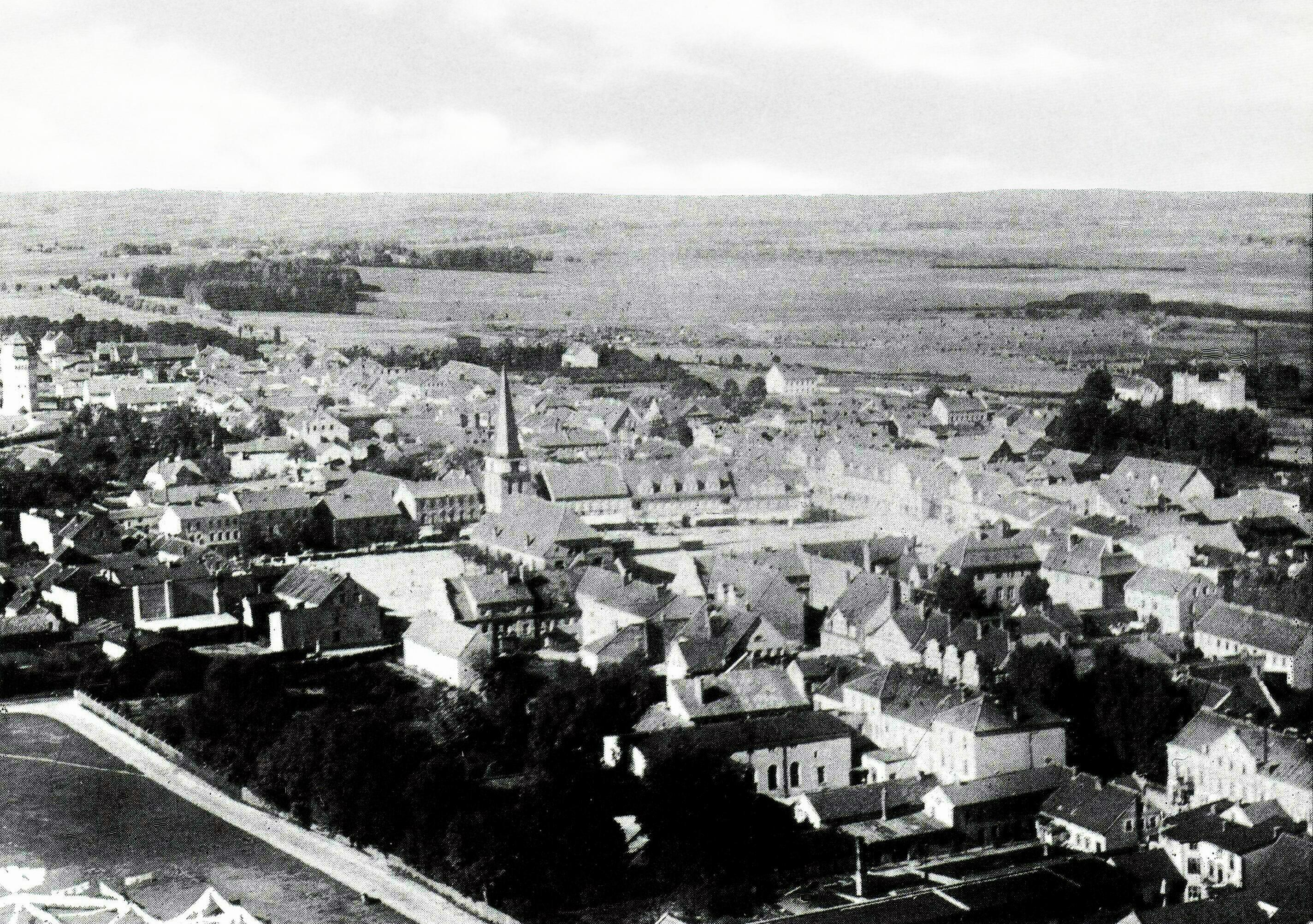
Luftbild von Pillkallen um 1930

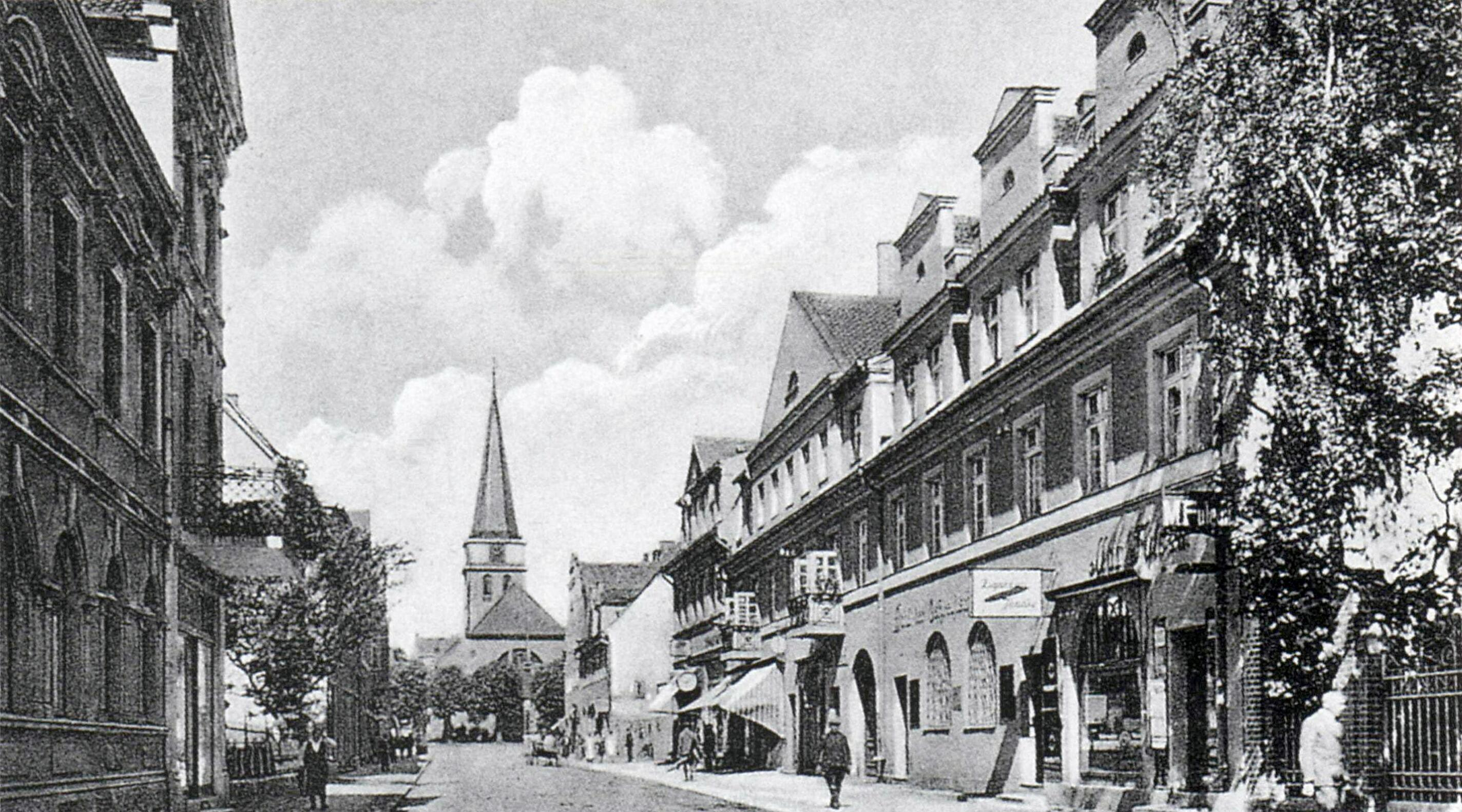
Schirwindter Straße in Pillkallen um 1930

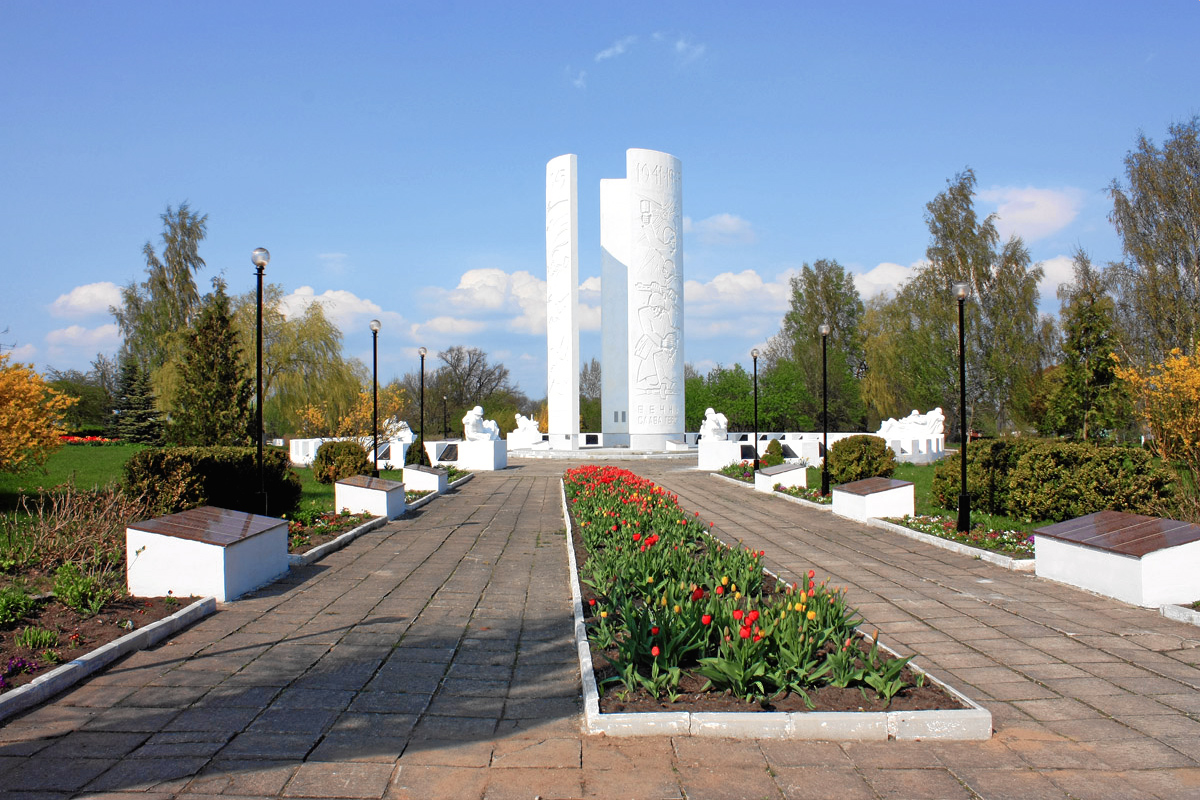
Russisches Denkmal am einstigen Standort der Pillkaller Kirche

Deutsche Pioniere sprengten 1944 den Kirchturm, um den herannahenden Truppen der Roten Armee die Orientierung zu erschweren. Die von den Kriegshandlungen zudem stark in Mitleidenschaft gezogene Kirche wurde nach 1945 abgetragen. Erhalten blieb das Taufbecken von 1651, das seinen Platz am ehemaligen Standort der Kirche gefunden hat. In der einstigen Memeler Straße unweit des ehemaligen Bahnhofs gibt es noch eine Steinplatte aus der Kirche mit der Inschrift Jesus Christus, gestern und heute, und derselbe auch in Ewigkeit. Sonst erinnert nichts mehr an das altehrwürdige Gotteshaus, dessen Platz nun ein russisches Denkmal einnimmt.

## Kirchengemeinde
Die evangelisch-lutherische Kirchengemeinde in Pillkallen (bis 1818 gab es hier auch eine evangelisch-reformierte Gemeinde) wurde kurz nach Einführung der Reformation in Ostpreußen gegründet. Im Jahre 1559 wurde der Ort Kirchdorf, dem ein weitflächiges Kirchspiel angegliedert wurde. Gehörte die Kirche in Pillkallen um 1785 auch noch zum Kirchenkreis Ragnit, so war sie dann bis 1945 in den Kirchenkreis Pillkallen (Schloßberg) innerhalb der Kirchenprovinz Ostpreußen der Kirche der Altpreußischen Union integriert. Der stetig wachsenden Gemeinde in dem 1726 zur Stadt erhobenen Ort waren zunächst ein Pfarrer, ab 1763 ein zweiter und ab 1884 noch ein Hilfsprediger zugewiesen. Im Jahr 1925 zählte die Kirchengemeinde 10.012 Gemeindeglieder, die in 32 Kirchspielorten wohnten.
Die Flucht und Vertreibung der einheimischen Bevölkerung sowie die nachfolgende restriktive Religionspolitik der Sowjetunion brachten das kirchliche Leben in dem inzwischen Dobrowolsk genannten Ort zum Erliegen.
Heute liegt er im Einzugsbereich der neu entstandenen evangelisch-lutherischen Gemeinde in Babuschkino (Groß Degesen), die zur Propstei Kaliningrad (Königsberg) der Evangelisch-lutherischen Kirche Europäisches Russland gehört.

### Kirchspielorte
Bis 1945 gehörten zum Kirchspiel Pillkallen (Schloßberg) 32 Orte, Ortschaften und Wohnplätze:
| Name                                 | Änderungsname 1938 bis 1946 | Russischer Name       |  | Name                                   | Änderungsname 1938 bis 1946 | Russischer Name |
| ------------------------------------ | --------------------------- | --------------------- |  | -------------------------------------- | --------------------------- | --------------- |
| Grieben                              |                             | Gribanowo             |  | Pillkallen                             | Schloßberg                  | Dobrowolsk      |
| *Groß Rudszen 1936–38: Groß Rudschen | Mühlenhöhe                  | Poltawskoje           |  | Puschinnen                             | Grenzhöhe                   |                 |
| *Groß Tullen                         | Reinkenwalde                | Tuschino              |  | Salten                                 |                             | Losowoje        |
| Jutschen                             | Weidenbruch                 | Welikolukskoje        |  | Schaaren                               | Scharen                     | Schtschedrino   |
| Kallnehlischken                      | Ebenhausen (Ostpr.)         | Ismailowo             |  | Scharkabude                            | Friedfelde (Ostpr.)         |                 |
| *Karczarningken                      | ab 1929: Blumenfeld         | Schelesno-doroschnoje |  | *Schwarpeln                            | Schwarpen                   |                 |
| Kurschehlen                          | Siedlerfelde                | Nowoselowo            |  | Stehlischken                           | Stehlau                     |                 |
| *Kurschen                            |                             | Archangelskoje        |  | *Szameitkehmen 1936–38: Schameitkehmen | Lindenhaus                  | Bolotnikowo     |
| Laschen                              |                             |                       |  | *Treczaken                             | Treufelde                   |                 |
| Lobinnen                             | Loben                       |                       |  | Uszballen 1936–38: Uschballen          | Eichbruch                   | Luschskoje      |
| Neu Rudszen 1936–38: Neu Rudschen    |                             | Poltawskoje           |  | *Uszpiaunehlen 1936–46: Uschpiaunehlen | Fohlental                   | Nowouralsk      |
| Ossienen                             | Ossen                       |                       |  | *Uszpiaunen 1936–38: Uschpiaunen       | Kiesdorf                    | Nikitowka       |
| Paslöpen                             |                             |                       |  | *Uszrudszen 1936–38: Uschrudschen      | Talwiesen                   | Schatilowo      |
| Petereithelen                        | Schleswighöfen              | Lukaschowka           |  | *Werskepchen                           | Schwarzwiesen               |                 |
| *Petereitschen                       | Petershausen                |                       |  | Weszkallen 1936–38: Weschkallen        | Forsthusen                  | Grusdjewo       |
| Petzingken                           | Hainort                     | Pskowskoje            |  | Wiltauten                              | Schatzhagen                 |                 |

### Pfarrer
An der Pillkaller Kirche amtierten bis 1945 als evangelische Pfarrer:
- Georg Musa, ab 1582
- Nicolaus Musa, 1614/1630
- Johann Lassenius, 1643/1651
- Simon Stabbert, ab 1648
- Ludwig Schleswich, ab 1662
- Elias Boltz, 1678–1695
- Georg Siegmundt, 1695
- Christoph Sperber, 1695–1710
- Georg Christoph Müllner, 1710–1725
- Sigismund Liebe, 1725–1729
- Friedrich Preuß, 1729–1733
- Friedrich Wilhelm Haack, 1733–1754
- Georg Wilhelm Gazali, 1755–1756
- Theodor Gabriel Mielke, 1755–1762
- Gottfried Schlemüller, 1763–1779
- Reinhard Theodor Friederici, 1763–1766
- Georg Adam Voigt, 1766–1779
- Johann Samuel Hart, 1779–1796
- Gottfried Stephan Rückward, 1797–1810
- Johann Friedrich Pusch, 1800–1801
- Christian Wanner, 1802–1804
- Samuel Friedrich Wigandt, 1804–1811
- Leopold Wermbter, 1811–1825
- Christian Wilhelm Trosien, 1812–1817
- Christian David Möhring, 1819–1832
- Johann Chr. Krause, 1825–1857
- Eduard Dodillet, 1832–1839
- Gustav Adolf Leopold Hecht, 1839–1847[10]
- Karl Ludwig Holder, 1847–1861[10]
- David Peteaux, 1857–1861
- Eduard Dodillet, 1861–1876[10]
- Otto Reichel, 1862–1870
- Eduard Th. Heinrich Küsel, 1871–1875
- Gustav Otto Viktor Schulz, 1876–1884
- Cölestin Gotthold Ebel, 1877–1891
- Hermann Adolf Grunau, 1884–1885
- Leberecht Richard Schwede, 1884–1888
- August Wilhelm E.P. Vangehr, 1888–1893
- Robert Eugen Zilius, 1893–1908
- Franz Karl Hugo Gregor, 1893–1903
- Alexander Zimmermann, 1902–1911
- Karl Kohn, 1903–1911
- Erich Thiel, 1909–1945
- Wilhelm Gottl. A.S. Gemmel, 1910
- Ernst Garmeister, 1911–1922
- Paul Rohrmoser, 1922–1924
- Walter Kowalewski, 1925–1928
- Walter Horn, 1928–1945
- Willi Dobinski, 1942–1943
- Gustav Geduhn, bis 1945
- NN. Kloevekorn, bis 1945

## Verweise
1. ↑  Walther Hubatsch, Geschichte der evangelischen Kirche Ostpreußens, Band 2: Bilder ostpreussischer Kirchen, Göttingen, 1968, S. 110, Abb. 486–488
2. 1 2 3  Die Pillkaller Kirche
3. ↑  Historische Aufnahme der Kirche vor dem Turmbau 1910
4. ↑  Historische Aufnahme der Kirche mit Turm nach 1910
5. ↑  Pillkallen bei GenWiki
6. 1 2  Walther Hubatsch, Geschichte der evangelischen Kirche Ostpreußens, Band 3: Dokumente, Göttingen, 1968, S. 485
7. 1 2  Friedwald Moeller, Altpreußisches evangelisches Pfarrerbuch von der Reformation bis zur Vertreibung im Jahre 1945, Hamburg, 1968, S. 110–111
8. ↑  Evangelisch-lutherische Propstei Kaliningrad (Memento des Originals vom 29. August 2011 im Internet Archive)  Info: Der Archivlink wurde automatisch eingesetzt und noch nicht geprüft. Bitte prüfe Original- und Archivlink gemäß Anleitung und entferne dann diesen Hinweis.
9. ↑  Ein * kennzeichnet einen Schulort
10. 1 2 3  Angehöriger des Corps Littuania